# Archimède (Q142)
| «Аршімед»                                                                    | «Аршімед» | «Аршімед» |
| ---------------------------------------------------------------------------- | --- | --- |
| Archimède (Q142)                                                             | | |
|                                                                              | | |
| Схема підводного човна типу «Редутабль»                                      | | |
| Верф                                                                         | Chantiers Navals Français, Бленвіль-сюр-Орн | Chantiers Navals Français, Бленвіль-сюр-Орн |
| Під прапором                                                                 | Франція | Франція |
| Належність                                                                   | Військово-морські сили Франції · ВМС Вільної Франції | Військово-морські сили Франції · ВМС Вільної Франції |
| Порт приписки                                                                | Шербур, Дакар, Касабланка, Оран | Шербур, Дакар, Касабланка, Оран |
| На честь                                                                     | Архімеда | Архімеда |
| Закладений                                                                   | 1 серпня 1927 | 1 серпня 1927 |
| Спуск на воду                                                                | 6 вересня 1930 | 6 вересня 1930 |
| Введений до складу флоту                                                     | 22 грудня 1932 | 22 грудня 1932 |
| Виведений зі складу флоту                                                    | 26 березня 1946 | 26 березня 1946 |
| На службі                                                                    | 1932–1942 | 1932–1942 |
| Сучасний статус                                                              | 19 лютого 1952 року списаний на брухт | 19 лютого 1952 року списаний на брухт |
| Бойовий досвід                                                               | Друга світова війна Битва за Атлантику | Друга світова війна Битва за Атлантику |
| Проєкт                                                                       | | |
| Тип ПЧ                                                                       | великий крейсерський дизель-електричний підводний човен | великий крейсерський дизель-електричний підводний човен |
| Основні характеристики                                                       | | |
| Швидкість (надводна)                                                         | 17,5 вузлів (32,4 км/год) | 17,5 вузлів (32,4 км/год) |
| Швидкість (підводна)                                                         | 10 вузлів (18,6 км/год) | 10 вузлів (18,6 км/год) |
| Робоча глибина занурення                                                     | 75 м | 75 м |
| Гранична глибина занурення                                                   | 80 м | 80 м |
| Дальність плавання                                                           | 14 000 миль (26 000 км) на швидкості 7 вузлів (надводна) 10 000 миль (18 600 км) на швидкості 10 вузлів (надводна) 4 000 миль (7 000 км) на швидкості 17 вузлів (надводна) 90 миль (170 км) на швидкості 7 вузлів (підводна) | 14 000 миль (26 000 км) на швидкості 7 вузлів (надводна) 10 000 миль (18 600 км) на швидкості 10 вузлів (надводна) 4 000 миль (7 000 км) на швидкості 17 вузлів (надводна) 90 миль (170 км) на швидкості 7 вузлів (підводна) |
| Автономність плавання                                                        | 30 діб | 30 діб |
| Екіпаж                                                                       | 71 офіцер та матрос | 71 офіцер та матрос |
| Розміри                                                                      | | |
| Довжина найбільша (по КВЛ)                                                   | 92,30 м | 92,30 м |
| Ширина корпусу найб.                                                         | 8,1 м | 8,1 м |
| Середня осадка (по КВЛ)                                                      | 4,4 — 4,7 м | 4,4 — 4,7 м |
| Водотоннажність надводна                                                     | 1572 т | 1572 т |
| Водотоннажність підводна                                                     | 2092 т | 2092 т |
| Силова установка                                                             | | |
| Дизель-електрична: 2 × дизельні двигуни Schneider 2 × електродвигуни Alsthom | | |
| Гвинти                                                                       | 2 | 2 |
| Потужність                                                                   | 2 × 3000 к.с. (дизелі) 2 × 1200 к. с. (електродвигуни) | 2 × 3000 к.с. (дизелі) 2 × 1200 к. с. (електродвигуни) |
| Озброєння                                                                    | | |
| Артилерія                                                                    | 1 × 100-мм гармата | 1 × 100-мм гармата |
| Торпедно- мінне озброєння                                                    | 9 × 550-мм торпедних апаратів 2 × 400-мм торпедних апарати 13 торпед | 9 × 550-мм торпедних апаратів 2 × 400-мм торпедних апарати 13 торпед |
| ППО                                                                          | 1 × 13,2-мм великокаліберний кулемет M1929 | 1 × 13,2-мм великокаліберний кулемет M1929 |

«Аршімед» (Q142) (фр. Archimède (Q142) — військовий корабель, великий океанський підводний човен типу «Редутабль» військово-морських сил Франції часів Другої світової війни.
Підводний човен «Аршімед» був закладений 1 серпня 1927 року на верфі компанії Chantiers Navals Français у Бленвіль-сюр-Орні. 6 вересня 1930 року він був спущений на воду, а 22 грудня 1932 року увійшов до складу ВМС Франції.

## Історія служби
Підводний човен проходив службу в лавах французького флоту. Після введення до строю базувався у Шербурі. Коли «Аршімед» був у Шербурі, 7 липня 1932 року його сістер-шип «Прометі» затонув під час першого занурення в ході випробувань в Ла-Манші біля мису Леві неподалік від Ферманвіля.
На початок Другої світової війни «Аршімед» входив до складу 6-ї підводної дивізії, що базувалась у Бресті, разом з однотипними човнами «Аякс», «Персе» і «Понселе».
25 квітня 1940 року «Аршімед» отримав наказ супроводжувати конвой HX 39 з Галіфакса до Британських островів разом із допоміжним крейсером Королівського флоту «Вольтер». 30 квітня 1940 року конвой вирушив з Галіфакса. Вольтер повернувся до Галіфакса 11 травня 1940 року, а 12 травня конвой зустрівся з ескортом, що вийшов з Великої Британії, військовим шлюпом Королівського флоту «Енчантресс» і корветом «Гладіолус». «Аршімед» відокремився від конвою і попрямував до Бреста, куди прибув 14 травня 1940 року. 10 травня 1940 року німецькі сухопутні війська вторглися до Франції, поклавши початок битві за Францію.
1 червня 1940 року «Аршімед» брав участь у супроводі конвою BT 47 до Касабланки. Після того, як 10 червня 1940 року Італія оголосила війну і вторглася до Франції, 13 червня 1940 року «Аршімед» вирушив з Тулона до Тірренського моря, щоб взяти участь в операції «Вадо» — наступі французьких військово-морських сил на порти уздовж Лігурійського узбережжя Італії. З 19 по 24 червня 1940 року він патрулював підступи до Канн та Ніцци, щоб захистити середземноморське узбережжя Франції від італійського десанту. 25 червня 1940 року французький підводний човен перебував на базі в Тулоні, коли битва за Францію закінчилася її поразкою та підписанням ганебного перемир'ям з Німеччиною та Італією, яке набуло чинності того ж дня.
Після капітуляції Франції «Аршімед» служив у військово-морських силах вішістської Франції. 3 липня 1940 року відбувся напад на Мерс-ель-Кебір, під час якого ескадра Британського королівського флоту атакувала ескадру ВМС Франції на військово-морській базі Мерс-ель-Кебір в Орані на узбережжі Алжиру, човен разом з однотипними субмаринами «Л'Еспуа» і «Ле Конкеран» був частиною Групи А в Тулоні. Того дня три підводні човни отримали наказ сформувати лінію патрулювання в ніч з 6 на 7 липня 1940 року в Середземному морі, щоб атакувати будь-які британські кораблі, з якими вони зіткнулися, і захистити Оран. Три французькі підводні човни вирушили з Тулона о 02:45 4 липня 1940 року, прямуючи до районів патрулювання, але вже наступного дня були відкликані до Тулона.
У листопаді 1940 року «Аршімед» роззброєний разом з підводними човнами «Псифі», «Аурор», «Ла Вестале», «Султан», «Аретуз», «Аргонаут» і «Ореада», коли перебував у Тулоні.
Разом з «Арго», «Касаб'янка», «Ле Сентавр» і «Ле Глор'є» «Аршімед» був одним з п'яти з 31 підводного човна класу «Редутабль», які пережили війну.